# Challenger de Drummondville 2017

El torneo Challenger Banque Nationale de Drummondville 2017 fue un torneo profesional de tenis. Pertenece al ATP Challenger Series 2017. Se disputó su 11.ª edición sobre superficie dura, en Drummondville, Canadá, entre el 14 y el 19 de marzo de 2017.

## Jugadores participantes del cuadro de individuales
| Favorito | País                        | Jugador         | Rank1 | Posición en el torneo |
| -------- | --------------------------- | --------------- | ----- | --------------------- |
| 1        | Bandera de República Checa  | Adam Pavlásek   | 94    | Primera ronda         |
| 2        | Bandera de Canadá           | Peter Polansky  | 124   | Segunda ronda         |
| 3        | Bandera de Francia          | Quentin Halys   | 137   | Segunda ronda, retiro |
| 4        | Bandera de Bélgica          | Ruben Bemelmans | 154   | FINAL                 |
| 5        | Bandera de Francia          | Vincent Millot  | 156   | Primera ronda         |
| 6        | Bandera de Estados Unidos   | Tennys Sandgren | 166   | Segunda ronda         |
| 7        | Bandera de Australia        | Sam Groth       | 187   | Primera ronda         |
| 8        | Bandera de los Países Bajos | Igor Sijsling   | 204   | Primera ronda         |

- 1 Se ha tomado en cuenta el ranking del 6 de marzo de 2017.

### Otros participantes
Los siguientes jugadores recibieron una invitación (wild card), por lo tanto ingresan directamente al cuadro principal (WC):
- Félix Auger-Aliassime
- Philip Bester
- Filip Peliwo
- Brayden Schnur

Los siguientes jugadores ingresan al cuadro principal tras disputar el cuadro clasificatorio (Q):
- Matthias Bachinger
- Adrien Bossel
- Liam Broady
- Tim Pütz

## Campeones

### Individual Masculino
- Denis Shapovalov derrotó en la final a  Ruben Bemelmans, 6–3, 6–2

### Dobles Masculino
- Sam Groth /  Adil Shamasdin derrotaron en la final a  Matt Reid /  John-Patrick Smith, 6–3, 2–6, [10–8]